# Museu do Relógio (Serpa)
O Museu do Relógio (Serpa & Évora) é um dos únicos na Península Ibérica e um dos cinco que, a nível mundial, se dedica a esta temática, possuindo um espólio com cerca de 2.500 relógios mecânicos desde 1630 até aos dias de hoje.
Encontra-se sedeado em Serpa, no edifício do Convento do Mosteirinho do século XVI, em pleno centro histórico da cidade. Em Évora estende-se a colecção no “Museu do Relógio – Polo de Évora”, localizado no nobre Palácio Barrocal (junto à famosa Praça do Giraldo), onde expõe mais de 500 peças da sua colecção total.

## Coleção
O núcleo museológico consiste numa colecção privada, criada há cerca de 40 anos através de uma herança de três relógios de bolso avariados. António Tavares d’Almeida (N. 21/VII/1948 – F. 24/I/2012) foi o seu fundador e o principal dinamizador do museu. A continuidade do seu legado deixado é da responsabilidade do seu filho, Eugénio Tavares d’Almeida, que desde os 12 anos que partilhava a mesma paixão e dedicação pelo coleccionismo de relógios, investigação e restauro de relógios mecânicos. É actualmente o director e conservador do museu.

## Características
- Auto-Sustentável: O Museu do Relógio é publicamente reconhecido como o único museu particular auto-Sustentável em Portugal, isto é, vive sem qualquer apoio financeiro por parte de entidades privadas, autarquia local ou qualquer entidade Governamental.

- Oficina de Restauro: O Museu do Relógio disponibiliza a todos os serviços dos seus prestigiados Mestres-Relojoeiros no restauro ou reparação de qualquer relógio. A sua conceituada Oficina de Restauro trabalha não só em relógios de bolso e pulso mas também em relógios de sala e parede. A sua oficina recebe e entrega trabalhos tanto em Serpa como no Pólo de Évora.

O Museu e os seus Mestres orgulham-se da confiança dada por centenas de exigentes coleccionadores de Portugal, Espanha, França, Alemanha, Reino Unido e Holanda no restauro ou recuperação das suas estimadas peças. 
- Relógios "Museu do Relógio": O Museu do Relógio desde 1999 desenha e produz relógios com a sua marca em parceria com manufacturas alemã e russa. Estes são feitos com o maior controlo de qualidade com o objectivo de satisfazer os mais exigentes coleccionadores e interessados. Os seus relógio são sempre Edições Limitadas e só podem ser adquiridos ou na Loja do Museu ou através do seu webSite (www.museudorelogio.com).

Alguns dos modelos já lançados pelo Museu do Relógio (desde o mais recente ao mais antigo): ÚNICO (monoponteiro)
- AUTOMÁTICO (Aço ou Plaqué Ouro)
- INVERSO XX
- ÉVORA II
- 24 horas (de parede)
- Braga
- 1910 (homenagem ao centenário da moda do relógio de pulso: 1910-2010)
- Negro
- Estoril
- Titânio
- Porto II
- Inverso Negro
- Guimarães 1143
- Museu Azul
- Algarve
- Turbilhão Negro 
- Inverso II
- Porto
- Turbilhão 
- Serpa
- Évora
- Alentejo (Bolso)
- INVERSO 
- Beja 
- Hora Mundial  
- Museu

## Localização
O trajecto para chegar ao Museu do Relógio (em SERPA) é:
- De Lisboa: seguir pela auto-estrada do Algarve (A2) e sair na Saída BEJA, após a entrada na IP8 siga até Beja e logo de seguida terá Serpa;
- De Évora: seguir as indicações até Beja e logo de seguida terá Serpa;
- Do Algarve: Se vier pela auto-estrada (A2) terá de sair na Saída BEJA / OURIQUE, e seguir até Beja e logo de seguida terá Serpa. 
- Independentemente de onde venha quando a Serpa chegar procure estacionar no Parque de Estacionamento dos Correios. A chegada ao Museu está assinalada mas a sua procura será facilitada se procurar a Praça da República.

## Contacto
MUSEU DO RELÓGIO - SERPA 
Convento do Mosteirinho 
(Junto à Praça da República)
7830-341 SERPA 
Alentejo - Portugal  (tel.+351 284543194)
MUSEU DO RELÓGIO - POLO DE ÉVORA
Palácio Barroca- R.Serpa Pinto, 6 
(Junto à Praça do Giraldo )
7000537 ÉVORA 
Alentejo - Portugal (tel.+351 266757434)